# 大富町 (弘前市)
大富町（おおとみちょう）は青森県弘前市の地名。郵便番号は036-8175。2017年6月1日現在の人口は515人、世帯数は285世帯。

## 地理
- 富田町の裏手で、松森町と並行し、富野町が隣接する町。北は御幸町、西は大富町、西南から南東にかけて富田町、東は松森町に接する。

- また、富野町と同様、弘前大学・弘前学院大学・柴田学園大学が近いため、学生のアパート・下宿が多い。

## 沿革
- 1956年（昭和31年）～現在 - 富田町の一部から分離、大富町になる。

## 地名の由来
- 富田町の富と、かつて富田町にあった子字名の大野の大の字をとってつけたもの。

## 施設

### 医療
- 佐藤鍼灸小児鍼治療院

### 商業
- 宮本製袋(株)事務所
- 江川薬品
- 陸奥新報富田専売所
- (有)進藤印刷所
- (有)ホテヤ電機工業所
- (有)弘南企画
- 熊谷機械工作所

### 教会
- 天理教南弘前分教会

## 小・中学校の学区
市立小・中学校に通う場合、学区は以下の通りとなる。
| 町丁   | 番・番地 | 小学校                 | 中学校             |
| ------ | -------- | ---------------------- | ------------------ |
| 大富町 | 全域     | 弘前市立第三大成小学校 | 弘前市立第三中学校 |

## 交通
- 弘南バス
  - 大富町入口（弘前駅 - 座頭石線、他）停留所。

富田町に位置するが、名前の通り、大富町への入口である。